# Gouvernement Muscat II
République de Malte
Muscat I Abela I
Le gouvernement Muscat II (en maltais : It-tieni gvern ta 'Joseph Muscat) est le gouvernement de la République de Malte entre le 9 juin 2017 et le 15 janvier 2020, durant la 13e législature de la Chambre des représentants.

## Historique du mandat
Dirigé par le Premier ministre travailliste sortant Joseph Muscat, ce gouvernement est constitué et soutenu par le Parti travailliste (PL). Seul, il dispose de 37 représentants sur 67, soit 55,2 % des sièges de la Chambre des représentants.
Il est formé à la suite des élections générales anticipées du 3 juin 2017.
Il succède donc au gouvernement Muscat I, constitué et soutenu par le PL.

### Formation
Après plusieurs révélations liant sa femme et certains de ses ministres au scandale des Panama Papers, Muscat, au pouvoir depuis mars 2013, annonce au début du mois de mai 2017 qu'il convoque des élections générales anticipées.
Au cours du scrutin, le Parti travailliste fait face à la Force nationale (FN), une alliance inédite entre deux formations de l'opposition, le Parti nationaliste (PN) et le Parti démocratique (PD). Les travaillistes l'emportent avec une marge sensiblement équivalente à celle des élections de 2013. Depuis l'indépendance de 1964, c'est la première fois qu'ils parviennent à se maintenir au pouvoir.
Assermenté dès le 4 juin par la présidente de la République Marie-Louise Coleiro Preca, Muscat annonce cinq jours plus tard la composition de son nouvel exécutif, qui compte un ministre de moins que le précédent.

### Succession
Le 13 janvier 2020, Muscat démissionne au profit de Robert Abela, élu la veille chef du Parti travailliste.

## Composition
- Les nouveaux ministres sont indiqués en gras, ceux ayant changé d'attributions en italique.

| Fonction                                                                          | Titulaire | Titulaire                                                                       | Parti |
| --------------------------------------------------------------------------------- | --------- | ------------------------------------------------------------------------------- | ----- |
| Premier ministre                                                                  |           | Joseph Muscat                                                                   | PL    |
| Vice-Premier ministre (17/07/2017) Ministre de la Santé                           |           | Chris Fearne                                                                    | PL    |
| Ministre de l'Économie, des Investissements et des Petites entreprises            |           | Chris Cardona                                                                   | PL    |
| Ministre de l'Éducation et de l'Emploi                                            |           | Evarist Bartolo                                                                 | PL    |
| Ministre de l'Énergie et des Eaux                                                 |           | Joe Mizzi                                                                       | PL    |
| Ministre des Affaires européennes et de l'Égalité                                 |           | Helena Dalli (jusqu'au 24/07/2019) Edward Zammit Lewis (à partir du 25/07/2019) | PL    |
| Ministre des Finances                                                             |           | Edward Scicluna                                                                 | PL    |
| Ministre du Tourisme                                                              |           | Konrad Mizzi                                                                    | PL    |
| Ministre de l'Intérieur et de la Sécurité nationale                               |           | Michael Farrugia                                                                | PL    |
| Ministre de la Justice, de la Culture et des Collectivités locales                |           | Owen Bonnici                                                                    | PL    |
| Ministre du Développement durable, de l'Environnement et du Changement climatique |           | Josè Herrera                                                                    | PL    |
| Ministre des Affaires étrangères et de la Promotion du commerce                   |           | Carmelo Abela                                                                   | PL    |
| Ministre des Transports, des Infrastructures et des Grands projets                |           | Ian Borg                                                                        | PL    |
| Ministre de Gozo                                                                  |           | Justyne Caruana                                                                 | PL    |
| Ministre de la Famille, de l'Enfance et de la Solidarité sociale                  |           | Michael Falzon                                                                  | PL    |